# Kurtz Motor Car Company
Kurtz Motor Car Company war ein US-amerikanischer Hersteller von Automobilen.

## Unternehmensgeschichte
Cyrus B. Kurtz hatte ein Vorwählgetriebe entwickelt. Im Sommer 1920 gründete er das Unternehmen zur Fahrzeugproduktion. Der Sitz war in Cleveland in Ohio. Im gleichen Jahr begann die Produktion. Der Markenname lautete Kurtz Automatic. 1922 beliefen sich die Pläne auf 600 Fahrzeuge. 1925 endete die Fahrzeugproduktion. Abnehmer des Vorwählgetriebes waren Apperson Brothers Automobile Company und Haynes Automobile Company.

## Fahrzeuge
Die meisten Fahrzeuge hatten einen Sechszylindermotor von Herschell-Spillman. Von 1920 bis 1922 gab es das Model A. Hier leistete der Motor 55 PS. Das Fahrgestell hatte 310 cm Radstand. Zur Wahl standen Tourenwagen mit fünf Sitzen, Roadster mit zwei Sitzen, Coupé mit drei Sitzen, eine sportliche Limousine mit vier Sitzen und eine weitere Limousine mit fünf Sitzen.
1923 folgte das Model 65. Die Motorleistung war nun mit 75 PS angegeben. Der Radstand betrug weiterhin 310 cm. Überliefert sind Tourenwagen mit fünf und mit sieben Sitzen, Roadster mit zwei Sitzen, Brougham mit vier Sitzen und Limousine mit fünf Sitzen.
1924 änderten sich nur die Aufbauten. Der fünfsitzige Tourenwagen und der zweisitzige Roadster wurden übernommen. Neu waren eine zwei- und eine viertürige Limousine mit fünf Sitzen sowie eine weitere Limousine mit sieben Sitzen.
Für 1925 war ein neues Modell angekündigt, von dem allerdings nur drei Stück entstanden. Ein Achtzylindermotor von Lycoming trieb die Fahrzeuge an. Der Radstand betrug 353 cm. Neu waren die Vierradbremsen.

## Modellübersicht
| Jahr      | Modell   | Zylinder | Leistung (PS) | Radstand (cm) | Aufbau                                                                                                |
| --------- | -------- | -------- | ------------- | ------------- | --- |
| 1920–1922 | Model A  | 6        | 55            | 310           | Tourenwagen 5-sitzig, Roadster 2-sitzig, Coupé 3-sitzig, Sport Limousine 4-sitzig, Limousine 5-sitzig |
| 1923      | Model 65 | 6        | 75            | 310           | Tourenwagen 5-sitzig und 7-sitzig, Roadster 2-sitzig, Brougham 4-sitzig, Limousine 5-sitzig           |
| 1924      | Model 65 | 6        | 75            | 310           | Tourenwagen 5-sitzig, Roadster 2-sitzig, Limousine 5-sitzig und 7-sitzig                              |

## Produktionszahlen
Insgesamt entstanden 678 Fahrzeuge.
| Jahr  | Produktionszahl |
| ----- | --------------- |
| 1921  | 127             |
| 1922  | 167             |
| 1923  | 183             |
| 1924  | 198             |
| 1925  | 3               |
| Summe | 678             |